# Петер I Чак
Петер I Чак (венг. I. Csák Péter, словац. Péter I Čák; ранее 1240—1283/1284) — венгерский магнат, борец за национальное единство страны. Сын Мате I Чака из Тренчинской ветви дворянского рода Чак. Отец Мате III Чака (III. Csák Máté), более известного как Матуш Чак.

## Биография
Петер происходил из древнего и славного дворянского рода Чак. Он был четвёртым сыном Мате I Чака. Как утверждается в средневековой летописи «Деяния гуннов и венгров» («Gesta Hunnorum et Hungarorum») Шимона из Кезы, предком Чаков был Саболч (Szabolcs), сын Элода (Előd) — вождя одного из семи мадьярских племён, пришедших в IX веке на Дунай. По всей видимости, семья Чак состояла в родстве с династией Арпадов (Árpád). Наследственные владения Чаков, постепенно прирастая, сгруппировались вокруг Вертешских холмов (Vértes) и замка Чаквар. Род носит имя Чака, который воздвиг замок Чаквар. Это — внук Саболча.
Суровым и тревожным было детство Петера I Чака. Венгрия подверглась ужасным испытаниям. В 1241 году начался Западный поход монголов, под руководством хана Батыя и полководца Субэдэя. Вслед за Великой Венгрией на Урале, — Дунайская Венгрия была одной из важнейших целей Чингизидов. В битве с монголами сложил свою голову Угрин I Чак, архиепископ Калочский, происходивший из Уйлакской ветви рода Чак. 11 апреля 1241 году король Бела IV и венгерские войска потерпели сокрушительное поражение в битве в долине Мохи. Король бежал в герцогство Австрийское. Батый и Субэдэй пытались установить новые монгольские порядки в Венгрии до тех пор, покуда в конце 1242 года их не достигло известие о том, что великий Угэдэй-хан, каган Монгольской империи, скончался в прошлом, 1241 году. А его вдова Туракина-хатун сделалась регентшей, впредь до избрания на Курултае нового великого кагана. В связи с чем, Батый счёл необходимым поспешить в Каракорум на Курултай. Он призвал к прекращению нашествия, монгольские войска были выведены из большинства стран Европы и, таким образом, покинули испепелённую Венгрию. После внезапного ухода монголов, Бела IV вернулся в Венгрию. Утвердившись к югу от разорённой Буды, Бела незамедлительно начал восстанавливать свою страну, включая массовое строительство системы замков — в качестве защиты от угрозы повторного вторжения монголов… Страну сотрясали междоусобные распри…
В 1249 г. ушёл из жизни Мате I Чак. Его третий сын Мате II Чак был палатином Венгрии, воеводой Трансильвании и баном Славонии. Угрин II (сын Угрина I) был в 1244—1248 гг. архиепископом Сплита (Spalato) в Далмации. Когда в 1270 г. королём Венгрии стал Иштван V, — Петер I Чак был назначен хранителем королевских регалий и жупаном области Гацка (Gacka, Gecske) в составе хорватского региона Лика. В конфликте Белы IV с его сыном Иштваном, Петер Чак взял сторону последнего. Какое-то время Петер укрывался от королевских войск в трансильванском замке Кодля.
В 1271 году Петер Чак отличился в войне против атаковавшего Венгрию чешского короля Пржемысла II Оттокара, приняв участие в битвах под Братиславой и Мошонью. Последняя окончилась поражением венгров.
После скоропостижной смерти Иштвана V в августе 1272 году, Петер Чак был смещён с поста хранителя регалий, на его место королева-регентша назначила Рейнольда Бастея (Reynold Básztély). Подобно многим «старым венграм», Чаки негативно относились к чужакам и пришельцам: в том числе к германцам-«швабам» и к куманам-половцам. В частности — к королеве-регентше Елизавете Куманской (Kun Erzsébetet) и её любовнику Иоахиму Гуткеледу, происходившему из знатного швабского рода. В 1273 году Петер I Чак («Magister Pertrus de genere Chak») нанёс куманам жестокое поражение под стенами трансильванского замка Дева.
Однако, уже в следующем, 1274 году в судьбе Петера Чака (и всего Венгерского королевства) произошёл крутой поворот. Вдовствующая королева порвала с Иоахимом — и последний, недолго думая, захватил в плен малолетнего короля Ласло IV. И тогда именно Петер Чак, рискуя жизнью, освободил короля вооружённой рукой! После чего расстановка сил в Венгрии изменилась: теперь Чаки сражались вместе с куманами за королеву, против Гуткеледов и Кёсеги. В том же 1274 году славонским баном, вместо Мате II Чака, стал Хенрик Гисинговац (Кёсеги), прозванный Великим (Kőszegi Nagy Henriket, Nagy Henrik). Вскоре же Петер Чак нанёс сокрушительное поражение объединённой армии Гуткеледов и Гисинговцев. В 1275 — 1276 гг. уцелевшие Гисинговцы сочли за лучшее помириться с королевой и её новым победоносным фаворитом. А Иоахим Гуткелед сумел вымолить у Елизаветы амнистию…